# Michelangelo Martini
Michelangelo Martini (Prato, 13 marzo 1700 – Prato, 16 febbraio 1784) è stato un religioso e storico italiano.

## Biografia
Nacque a Prato da Flamminio Martini e Rosa di Giovacchino Caccini, frequentò le Scuole comunali con Carlo Conti, studiando canto con il maestro di cappella Giovan Francesco Becattelli (1679-1723), filosofia con il gesuita Bartolomeo di Monte e teologia morale con il canonico Giuseppe Braccioli.
Fu cappellano curato della chiesa di San Giovanni Decollato e di Santa Maria delle Carceri, cappellano della cattedrale e docente di canto dei chierici cittadini.
Morì il 16 febbraio 1784 e secondo le sue volontà venne sepolto in San Francesco.
I suoi scritti, di natura storico-erudita, rimasero in forma manoscritta. Ricordiamo, fra le altre opere, la Miscellanea di notizie antiche di Prato e altre cose copiate da manoscritti antichissimi in questo anno 1745; le Memorie istoriche della città di Prato; e le Notizie delle famiglie esistenti nella città di Prato l'anno 1749, raccolte dai diurni del 1500-1582 e da altri documenti risalenti al 1565-1734 in cui traccia un’anagrafica familiare intervallando genealogie e aneddotica.
Presso la Biblioteca Roncioniana tra i Manoscritti Roncioniani è presente il Fondo Michelangelo Martini.